# Tomasz Gielo
Tomasz Gielo (Szczecin, el 4 de gener de 1993) és un jugador de bàsquet polonès. Mesura 2,05 metres d'alçada, i juga en la posició d'aler pivot.

## Carrera esportiva
Gielo es va formar a les categories inferiors del SMS Cetniewo de Polònia, arribant a competir a la segona divisió de la lliga polonesa de bàsquet la temporada 2010-11. La temporada següent es va unir al Liberty Flames de la NCAA dels Estats Units, on va jugar fins a la temporada 2014-15. La temporada següent va jugar a Mississipi, abans d'aterrar a la Lliga Endesa la temporada 2016-17, al fitxar pel Joventut de Badalona. Aquell estiu, el de 2016, va disputar la Summer League amb els Philadelphia 76ers. A Badalona s'hi estaria dues temporades, fitxant en l'estiu de 2018 per l'Iberostar Tenerife. En el primer partit de lliga amb l'equip canari es va trencar el lligament rotular del genoll dret i estarà entre 9 i 12 mesos de baixa.

### Selecció polonesa
Des del 2009 és internacional amb les diferents categories inferiors de la selecció polonesa de bàsquet. Amb la sub17 va ser plata al Mundial d'Hamburg l'any 2010, i amb la sub20 es va proclamar campió a la divisió B del Campionat d'Europa celebrat a Pitesti (Romania) el 2013. L'any 2014 va debutar amb la selecció absoluta del seu país disputant el preeuropeu, competició en la qual també va participar el 2016.